# Michael Boxall
Michael Boxall (Auckland, 18 agosto 1988) è un calciatore neozelandese, difensore dei Minnesota Utd.

## Palmares

### Club

#### Competizioni nazionali
- New Zealand Football Championship: 1

Auckland City: 2006-2007

#### Competizioni internazionali
- OFC Champions League: 1

Auckland City: 2006

### Nazionale
- Coppa d'Oceania: 1

2016